# Lamellomphalus manusensis
Lamellomphalus manusensis is een slakkensoort uit de familie van de Neomphalidae. De wetenschappelijke naam van de soort is voor het eerst geldig gepubliceerd in 2017 door S.-Q. Zhang en S.-P. Zhang.